# Lincoln megye (Nevada)
Lincoln megye az Amerikai Egyesült Államokban, azon belül Nevada államban található. Megyeszékhelye Pioche, legnagyobb városa Caliente. Lakosainak száma 4499 fő (2020. április 1.). Lincoln megye White Pine, Clark, Millard, Washington, Nye, Beaver, Iron és Mohave megyékkel határos.

## Népesség
A megye népességének változása:
| Lakosok száma | 5365 | 5269 | 5357 | 5245 | 5036 | 4499 |
|               | 2010 | 2011 | 2012 | 2013 | 2015 | 2020 |